# ТЕС Ер-Ріяд 14
24°25′4″ пн. ш. 47°1′23″ сх. д. / 24.41778° пн. ш. 47.02306° сх. д.
ТЕС Ер-Ріяд 14 — теплова електростанція в центральній частині Саудівської Аравії поблизу столиці країни Ер-Ріяду.
Введення станції в експлуатацію почалось у 2019 році. Вона має два парогазові блоки комбінованого циклу, у кожному з яких три газові турбіни живлять через відповідну кількість котлів-утилізаторів одну парову турбіну. Загальна чиста потужність ТЕС становить від 1650 МВт до 1980 МВт (в залежності від погодних умов).
Станція розрахована на використання природного газу, що надходить по трубопроводу Схід-Захід – Ер-Ріяд.
Видача продукції відбувається по ЛЕП, що працює під напругою 380 кВ.